# トリニダード・トバゴの国旗
トリニダード・トバゴの国旗は、1962年に制定された。赤は国民の寛容さと日光を象徴し、白は平等と海、黒は国民の粘り強さと統一への使命を象徴している。
1962年の独立以前は、他のイギリス海外領土などと同様に、カントン部分にユニオンフラッグを置いた青地の旗「ブルー・エンサイン」をベースにしたものを使用しており、プロテロ山の前にヨーロッパからの帆船が到着した様子を描いた円形の図柄 (colonial badge) があしらわれていた。

?イギリス領時の旗（1889年–1958年）
?イギリス領時の旗（1958年–1962年）
?商船旗および政府用海上旗
?軍艦旗
?現在の国旗（縦横比2:3の別タイプ）